# تیری بوتسن
تیِری مارک بوتسِن (آلمانی: Thierry Marc Boutsen؛ زادهٔ ۱۳ ژوئیهٔ ۱۹۵۷ در بروکسل) رانندهٔ سابق مسابقات اتومبیل‌رانی اهل بلژیک است که از فصل ۱۹۸۳ تا ۱۹۹۳ در مجموع در ۱۶۴ گراند پری از مسابقات جهانی فرمول یک شرکت کرد.
بوتسن در طول دوران فعالیت خود در فرمول یک، ۱ بار مسابقه را از پول پوزیشن آغاز کرد و در ۱ مسابقه موفق شد سریع‌ترین زمان طی یک دور پیست را به نام خود ثبت کند. او در این مسابقات ۱۵ بار بر روی سکو رفت، مجموعاً ۳ بار به پیروزی دست یافت و ۱۳۲ امتیاز را به نام خود به‌ثبت رساند.